# Brachypholis rotschildi
Brachypholis rotschildi är en skalbaggsart som beskrevs av Brenske 1898. Brachypholis rotschildi ingår i släktet Brachypholis och familjen Melolonthidae. Inga underarter finns listade.